# 面向字节的协议
面向字节的协议是一个其全部字节被用作控制代码的通信协议，也被称为面向字符的协议。例如通用异步收发传输器通信以字节为导向。
术语面向字符已被废弃，因为字符的概念发生了变化。一个ASCII字符对应一个字节（8位）的信息量。随着计算机软件的国际化,为了解决不同语言的文本，宽字符成为必要。比如Unicode字符有8、16或32位长的标准，对应使用1、2、4个字节。
面向字節的協議的一個例子是BiSync公司和IBM使用這個協議進行異步串行通信。

## 引用
1. ↑  The Free Dictionary. . McGraw-Hill Dictionary of Scientific & Technical Term.   [2012-09-04]. （原始内容存档于2020-09-23）.